# Кизилташки лиман
Кизилташки лимани (рус. Кизилташский лиман) језеро је лиманског порекла у старој делти реке Кубањ, на југу Таманског полуострва. Налази се на западу Краснодарске покрајине Русије, неких 25 км северозападно од града Анапе, а акваторија му је административно подељена између Анапског округа и Темрјучког рејона. Део је знатно пространије групације Кубањских лимана и један је од највећих лимана руског југа. 
Лиман има неправилну округлу форму, максималне дужине у смеру запад-исток од 18,5 км и ширине у смеру север-југ од око 14 километара. Укупна површина лимана је 137 km². Све до почетка 20. века у лиман се уливао један од главних рукаваца реке Кубањ и самим тим вода у њему је углавном имала слатководни карактер. Променом корита Кубања и његовим преусмеравањем ка северу уплив слатке воде у језеро је знатно смањен, а данас је са изворним водотоком језеро повезано мањм рукавцем Старог Кубања. Од Црног мора на југу је одвојен уском Анапском косом. На северу је уском протоком повезан са Цокурским лиманом, на западу је Бугаски лиман, а на југоистоку Витјазевски лиман. 
Дно језера прекривено је наслагама глине обогаћене високим концентрацијама водоник-сулфида због чега се користи у терапеутске сврхе као пелоид (лековито блато).